# غيدا مجذوب
غيدا مجذوب (6 أغسطس 1972)- إعلامية لبنانية

## مشوارها المهني
إنضمت إلى طاقم تلفزيون المستقبل منذ اليوم الأول للتحضير لانطلاقته في تشرين الثاني (نوفمبر) 1992 وكانت حينها طالبة في الجامعة حيث كانت تطبق دراستها في السنة الأولى.
عندما بدأ بثها في شباط (فبراير) 1993 كانت أول وجه يطل على المشاهدين. قدمت عدة برامج منوعة أشهرها عالم الصباح الذي تقدمه منذ أكثر من واحد وعشرين عاما إضافة لبرامج الألعاب في شهر رمضان المبارك.
شاركت كعضو لجنة تحكيم التجارب الشابة في جامعة سيدة اللويزة "NDU" حيث تقيم أفلام الطلاب، وشاركت كعضوة في لجان تحكيم عدّة مهرجانات سينمائية في لبنان والعالم.انضمت إلى شركة المخرج اميل شاهين للتطوير السينمائي، وهي ناقدة سينمائية وعضو في لجنة الأوسكار في وزارة الثقافة في لبنان.شاركت في تقديم حفل جوائز الموريكس دور وقدّمت جائزة أفضل فيلم لبناني 'غدي' و'كفرناحوم' في الموريكس دور
شاركت في اللجنة الدرامية لجوائز الموريكس دور 2014 والسينمائية 2015
قدمت جائزة تقدير لنجمة عالمية تينا ارينا
نالت درعا تكريميا في نوفمبر2015 من راديو صوت النجوم عن برنامج عالم الصباح الذي استمر على مدى واحد وعشرين عاما 
أنشأت محطة يوتيوب خاصة بها في شباط 2020 وهي سفيرة لجمعية 'نساند' وهي جمعية غير حكومية تساعد الفقراء والمنكوبين في لبنان.

## حياتها الخاصة
ولدت في بيروت، درست الإعلام المرئي والمسموع في الجامعة اللبنانية الأميركية ،تزوجت من اللبناني آصف رعد رزقت منه بإبنتين مي ودانا ثم تطلّقا. وتزوّجت بعدها من اللبناني جمال فتّوح 

## البرامج التي قدمتها
- أخبار الطقس
- «عبقر»
- «الليل المفتوح»
- «بلا سياسة»
- «فقرات عن السينما»
- «التيكت علينا والفيزا عليك»
- عالم الصباح
- سفرة
- نغمات عالبال مع المايسترو إحسان المنذر
- سينما
- خلّي السهرة عنّا